# Municipio de Little Blue (Nebraska)
El municipio de Little Blue (en inglés: Little Blue Township) es un municipio ubicado en el condado de Adams en el estado estadounidense de Nebraska. En el año 2010 tenía una población de 193 habitantes y una densidad poblacional de 2,26 personas por km².

## Geografía
El municipio de Little Blue se encuentra ubicado en las coordenadas 40°23′38″N 98°19′49″O / 40.39389, -98.33028. Según la Oficina del Censo de los Estados Unidos, el municipio tiene una superficie total de 85.46 km², de la cual 85,46 km² corresponden a tierra firme y (0 %) 0 km² es agua.

## Demografía
Según el censo de 2010, había 193 personas residiendo en el municipio de Little Blue. La densidad de población era de 2,26 hab./km². De los 193 habitantes, el municipio de Little Blue estaba compuesto por el 99,48 % blancos y el 0,52 % eran de una mezcla de razas. Del total de la población el 0 % eran hispanos o latinos de cualquier raza.